# Alpinia oblonga
Alpinia oblonga là một loài thực vật có hoa trong họ Gừng. Loài này được (Merr.) Loes. mô tả khoa học đầu tiên năm 1930.